# (32173) 2000 NF12
2000 NF12 (asteroide 32173) é um asteroide da cintura principal. Possui uma excentricidade de 0.18384080 e uma inclinação de 14.17031º.
Este asteroide foi descoberto no dia 5 de julho de 2000 por LONEOS em Anderson Mesa.